# Michelangelo Anselmi

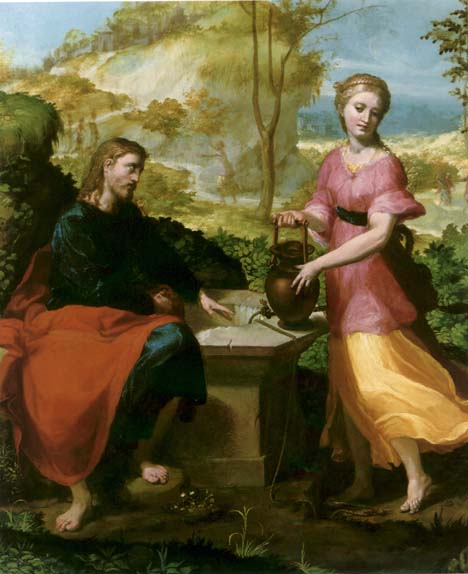
Christus en de vrouw van Samaria door Anselmi

Michelangelo Anselmi (ook bekend als Michelangelo, da Lucca, Michelangelo da Siena en lo Scalabrino) (waarschijnlijk Lucca, 1491/1492 – Parma, tussen 1554 en 1556) was een Italiaans kunstschilder van onder andere fresco’s.

## Leven en werk
Anselmi werd in Lucca in Toscane geboren als zoon van Antonio Anselmi di Cardano. Omstreeks 1500 verhuisde het gezin naar Siena, alwaar hij het schilderen leerde van Il Sodoma en Bartolomeo Neroni. In 1511 wordt Anselmi vermeld als schilder. In zijn eerste werken werd hij beïnvloed door Domenico Beccafumi en Baldassare Peruzzi. Rond 1515 verhuisde hij naar Parma, alwaar hij ongeveer vijf jaren later wordt genoemd als schilder van fresco’s en altaarstukken.

## Bekende werken (selectie)
- Apollo en Marysas (circa 1540, National Gallery of Art, Washington DC)
- St. Jerome en St. Christine (Pinacoteca di Brera, Milaan)
- Maagd en St. John en St. Etienne (Louvre, Parijs)
- Christus en de vrouw van Samaria (Lakewiew Museum)
- Fresco’s in de Santa Maria della Steccata (basiliek te Parma)

- Gemeinsame Normdatei: 122640519
- International Standard Name Identifier: 0000 0001 1670 2654
- Library of Congress Control Number: nr93051312
- RKD-Nederlands Instituut voor Kunstgeschiedenis: 2011
- Istituto Centrale per il Catalogo Unico: NAPV049160
- Système universitaire de documentation: 094491720
- Union List of Artist Names: 500014404
- Virtual International Authority File: 72280819
- WorldCat: E39PBJmDkPpMHYb3FCxF8T4yVC